# Titularerzbistum Panium
Panium (italienisch: Panio) ist ein Titularbistum der römisch-katholischen Kirche, das auf ein früheres Bistum der antiken Stadt Panion (auch Theodosiopolis) in der römischen Provinz Thracia bzw. Europa beim heutigen Barbaros in der Türkei zurückgeht. Es gehörte der Kirchenprovinz Herakleia Sintike an.
| Titularbischöfe von Panium |                   |                                                   |                |                  |
| Nr.                        | Name              | Amt                                               | von            | bis              |
| 1                          | Franz Tschann     | Generalvikar von Innsbruck-Feldkirch (Österreich) | 8. August 1936 | 10. Oktober 1956 |
| 2                          | Piotr Gołębiowski | Diözesanadministrator von Sandomierz (Polen)      | 3. Juni 1957   | 2. November 1980 |
| 3                          | Atanáz Orosz      | Apostolischer Exarch von Miskolc (Ungarn)         | 5. März 2011   | 20. März 2015    |
| 4                          | Petro Loza        | Weihbischof der Eparchie Sokal-Schowkwa (Ukraine) | 12. April 2018 | 17. Oktober 2024 |